# Élections législatives de 1956 dans les Bouches-du-Rhône
Les élections législatives françaises de 1956 se tiennent le 2 janvier. Ce sont les dernières élections législatives de la Quatrième république, après les élections de novembre 1946 et de juin 1951.

## Mode de scrutin
L'Assemblée nationale est composée de 626 sièges pourvus au scrutin proportionnel plurinominal suivant la règle de la plus forte moyenne dans le cadre départemental, sans panachage.
Le vote préférentiel est admis, en inscrivant un numéro d'ordre en face du nom d'un, de plusieurs ou de tous les candidats de la liste. Mais l'ordre ne pourra être modifié que si au moins la moitié des suffrages portés sur la liste est numéroté. Dans les faits les modifications ne dépasseront jamais les 7%.
La loi électorale du 7 mai 1951, dite loi des apparentements, reste en vigueur. Elle permet à la base une répartition des sièges à la représentation proportionnelle dans le département, mais si des listes « apparentées » avant le déroulement du scrutin obtiennent ensemble une majorité absolue de suffrages exprimés, elles reçoivent directement tous les sièges à pourvoir.
Dans le département du Bouches-du-Rhône, treize députés sont à élire.

## Élus
| Député sortant          | Parti               | Parti               | Député élu ou réélu | Parti               | Parti               |                     |
| 1re Circonscription     | 1re Circonscription | 1re Circonscription | 1re Circonscription | 1re Circonscription | 1re Circonscription | 1re Circonscription |
| ----------------------- | ------------------- | ------------------- | ------------------- | ------------------- | ------------------- | ------------------- |
| François Billoux        |                     | PCF                 | François Billoux    |                     | PCF                 |                     |
| Jean Cristofol          |                     | PCF                 | Jean Cristofol      |                     | PCF                 |                     |
| Paul Cermolacce         |                     | PCF                 | Paul Cermolacce     |                     | PCF                 |                     |
| Yvonne Estachy          |                     | PCF                 | Yvonne Estachy      |                     | PCF                 |                     |
| Gaston Defferre         |                     | SFIO                | Gaston Defferre     |                     | SFIO                |                     |
| Francis Leenhardt       |                     | SFIO                | Francis Leenhardt   |                     | SFIO                |                     |
| Germaine Poinso-Chapuis |                     | MRP                 | Jean Masse          |                     | SFIO                |                     |
| Michel Carlini          |                     | ARS                 | Alexis Pelat        |                     | UFF                 |                     |
| Henry Bergasse          |                     | ARS                 | Henry Bergasse      |                     | CNIP                |                     |
| 2e Circonscription      |                     |                     |                     |                     |                     |                     |
| Adrien Mouton           |                     | PCF                 | Adrien Mouton       |                     | PCF                 |                     |
| Lucien Lambert          |                     | PCF                 | Lucien Lambert      |                     | PCF                 |                     |
| Félix Gouin             |                     | SFIO                | Félix Gouin         |                     | SFIO                |                     |
| Léon Martinaud-Déplat   |                     | Radsoc              | Marius Baryelon     |                     | UFF                 |                     |

## Résultats

### Première circonscription  (Marseille)
Un apparentement de type Front républicain est conclu entre les listes SFIO, Rad-soc-UDSR et Rép. soc.
|                   | François Billoux Parti communiste français                       | François Billoux Parti communiste français                       | 122 152 | 36,15  | 4 |  |  |
|                   |                                                                  | Gaston Defferre Section française de l'Internationale ouvrière   | 79 805  | 23,62  | 3 |  |  |
|                   | Pierre Milani Parti radical (UDSR)                               | 21 535                                                           | 6,37    | -      |   |  |  |
|                   | Pierre Marquand-Gairard Républicains sociaux                     | 4 452                                                            | 1,32    | -      |   |  |  |
| Liste apparentées | Liste apparentées                                                | 105 792                                                          | 31,31   | 3      |   |  |  |
|                   | Henry Bergasse Centre national des indépendants et paysans (ARS) | Henry Bergasse Centre national des indépendants et paysans (ARS) | 55 548  | 16,44  | 1 |  |  |
|                   | Alexis Pelat Union et fraternité française                       | Alexis Pelat Union et fraternité française                       | 39 709  | 11,75  | 1 |  |  |
|                   | Germaine Poinso-Chapuis Mouvement républicain populaire          | Germaine Poinso-Chapuis Mouvement républicain populaire          | 13 528  | 4,00   | - |  |  |
|                   |                                                                  |                                                                  |         |        |   |  |  |
| Inscrits          | Inscrits                                                         | Inscrits                                                         | 426 209 | 100,00 | 9 |  |  |
| Abstentions       | Abstentions                                                      | Abstentions                                                      | 79 080  | 18,55  |   |  |  |
| Votants           | Votants                                                          | Votants                                                          | 347 129 | 81,45  |   |  |  |
| Blancs et nuls    | Blancs et nuls                                                   | Blancs et nuls                                                   | 9 234   | 2,66   |   |  |  |
| Exprimés          | Exprimés                                                         | Exprimés                                                         | 337 895 | 97,34  |   |  |  |

### Deuxième circonscription  (Aix-Arles)
1. Un apparentement de type Front républicain est conclu entre les listes SFIO et UDSR-Rad-soc.
2. Un autre apparentement réunit les trois listes poujadistes.

Ce dernier sera déclaré invalide le 7 février par l'Assemblée, ce qui fera perdre sa place à Marius Baryelon, mais permettra à Max Juvénal (SFIO) numéro deux de la liste de rejoindre à l'Assemblée.
La liste RGRIF se retire avant le jour de vote mais reste inscrite à la préfecture.
|                   | Adrien Mouton Parti communiste français                                         | Adrien Mouton Parti communiste français                                         | 53 231        | 33,04         | 2 |  |  |
|                   |                                                                                 | Félix Gouin Section française de l'Internationale ouvrière                      | 35 141        | 21,81         | 1 |  |  |
|                   | Jean Marty Union démocratique et socialiste de la Résistance (PRRRS)            | 9 185                                                                           | 5,70          | -             |   |  |  |
| Liste apparentées | Liste apparentées                                                               | 41 626                                                                          | 27,51         | 1             |   |  |  |
|                   |                                                                                 | Marius Baryelon Union et fraternité française                                   | 18 284        | 11,35         | 1 |  |  |
|                   | Henry Atlani Action civique                                                     | 6 715                                                                           | 4,17          | -             |   |  |  |
|                   | Ernest Boule Défense des intérêts agricoles                                     | 5 958                                                                           | 3,70          | -             |   |  |  |
| Liste apparentées | Liste apparentées                                                               | 30 957                                                                          | 19,21         | 1             |   |  |  |
|                   | Léon Martinaud-Déplat Rassemblement des gauches républicaines (CNIP - ARS)      | Léon Martinaud-Déplat Rassemblement des gauches républicaines (CNIP - ARS)      | 20 915        | 12,98         | - |  |  |
|                   | Pierre Pascal Mouvement républicain populaire                                   | Pierre Pascal Mouvement républicain populaire                                   | 11 320        | 7,03          | - |  |  |
|                   | Fernand Garnier Rassemblement des groupes républicains et indépendants français | Fernand Garnier Rassemblement des groupes républicains et indépendants français | Liste retirée | Liste retirée | - |  |  |
|                   |                                                                                 |                                                                                 |               |               |   |  |  |
| Inscrits          | Inscrits                                                                        | Inscrits                                                                        | 198 357       | 100,00        | 4 |  |  |
| Abstentions       | Abstentions                                                                     | Abstentions                                                                     | 33 168        | 16,72         |   |  |  |
| Votants           | Votants                                                                         | Votants                                                                         | 165 189       | 83,28         |   |  |  |
| Blancs et nuls    | Blancs et nuls                                                                  | Blancs et nuls                                                                  | 4 058         | 2,46          |   |  |  |
| Exprimés          | Exprimés                                                                        | Exprimés                                                                        | 161 131       | 97,54         |   |  |  |